# St Germain (album)
Pour les articles homonymes, voir Saint-Germain.
Albums de St Germain
Tourist
(2001)
Clip vidéo
[vidéo] « St Germain - Real Blues (2015) », sur YouTube
St Germain est le quatrième album jazz-afro-deep house-French touch de St Germain, paru en 2015 chez Warner Music Group. Il intègre les deux singles Real Blues et Sittin' Here.

## Historique
Après être devenu une icône parisienne emblématique internationale du jazz-French touch, avec ses trois premiers albums Boulevard de 1995, From Detroit to St Germain de 1999, et Tourist de 2001, St Germain remporte trois victoires des 16e cérémonie des Victoires de la musique 2001 (découverte Jazz de l'année, meilleur album électro, et découverte scène de l'année). Il part en tournée internationale promotionnelle de plus de 300 concerts en 2002, avant de disparaître de la scène médiatique pendant 13 ans, pour partir en quête de nouvelles inspirations, et sonorités, en orientant ses recherches vers la musique africaine. 
Il trouve l'inspiration de ce quatrième album en particulier avec la musique traditionnelle malienne en Afrique subsaharienne, avec des mélanges de chants et de parler en boucles des chasseurs, prêcheurs, et guérisseurs de la culture du Mali,... Son album est un mélange entre autres de nu jazz (New Urban Jazz), blues, electro, groove, deep house, à base de jazz et de musique africaine, de musique assistée par ordinateur, synthétiseur, échantillonneur (dont un échantillon vocal du bluesman américain Lightnin' Hopkins pour le single Real Blues), saxophone, guitare électrique, guitare basse, percussions... et d'instruments de musiques traditionnels africains kora, balafon, n'goni, kamele ngoni, violon peul...  
L'album est enregistré dans le quartier Montmartre de Paris, par St Germain (Ludovic Navarre) (compositeur, producteur & ingénieur du son), accompagné de ses musiciens Edouard Labor (saxophone), Didier Davidas (synthétiseur), Jorge Bezerra (percussion), Alune Wade (guitare basse), Sadio Kone (n'goni), Mamadou Cherif Soumano (kora), Sekou Bah (guitare), Guimba Kouyate (guitare, n'goni), Cheikh Lo Ouza Diallo (kora), Adama Coulibaly (kamele ngoni), Zoumana Tereta (voix), Nahawa Doumbia (voix), Fanta Bagayogo (voix),,... avec un succès mondial, entre autres classé 5e du Billboard Heatseekers américain 2015, et 15e meilleur vente 2015 en France... 

## Liste des titres
| 1.    | Real Blues    | 5:16 |
| 2.    | Sittin' Here  | 6:23 |
| 3.    | Hanky-Panky   | 7:06 |
| 4.    | Voilà         | 6:30 |
| 5.    | Family Tree   | 7:54 |
| 6.    | How Dare You  | 6:43 |
| 7.    | Mary L.       | 5:23 |
| 8.    | Forget Me Not | 5:44 |
| 50:58 |               |      |